# Bayern Bay
Bayern Bay (in der deutschen Kolonialzeit Bayernbucht genannt) ist eine weitläufige Bucht an der Südküste des Huongolfs in der Provinz Morobe von Papua-Neuguinea. Sie ist damit Teil der Salomonensee.
Die Bucht wird von der Halbinsel Salamaua (englisch Salamaua Peninsula) im Westen und vom Kernland Papuas im Süden gebildet und ist etwa 5,5 km breit und etwa 3 km tief. Ein Isthmus sowie die eigentliche Halbinsel Salamaua bilden somit das westliche Ufer. Die südliche Begrenzung der Bucht bildet der Laupui Point.
Ab 1899 war die Gegend um die Bucht Teil der deutschen Kolonie Neuguinea und kam 1920 unter australische Mandatsverwaltung. Während des Zweiten Weltkriegs kam es in der Gegend zu heftigen Kämpfen, die große Zerstörungen anrichteten.